# Fallston (Pensilvânia)
Fallston é um distrito localizado no estado norte-americano de Pensilvânia, no Condado de Beaver.

## Demografia
Segundo o censo norte-americano de 2000, a sua população era de 307 habitantes.
Em 2006, foi estimada uma população de 296, um decréscimo de 11 (-3.6%).

## Geografia
De acordo com o United States Census Bureau tem uma área de
1,3 km², dos quais 1,2 km² cobertos por terra e 0,1 km² cobertos por água.

## Localidades na vizinhança
O diagrama seguinte representa as localidades num raio de 4 km ao redor de Fallston.